# 國際回信券

中国大陆发行的2021年版阿比让国际回信劵

一张由中国邮政南京市鼓楼邮政支局于2024年8月1日销售出的国际回邮券

国际回信券（法語：Coupon-Réponse International, CRI，万国邮联单据编号：CN01）是一种由万国邮联发行的凭证，可在各会员国兑换对应寄往另一个会员国的平常优先航空信件所需的最低邮资凭证。所有万国邮政联盟成员国均有义务接受国际回信券。
国际回信券（IRC）的目的是让寄信人能够给其他国家的人寄信，同时附上回信所需的邮资。如果收信人在同一国家内，则无需使用国际回信券，只需附上写好地址并贴好邮票的回邮信封（SASE）或回邮明信片即可。但如果收信人在另一个国家，国际回信券则免去了获取外国邮票或寄送货币的麻烦。

## 简介
国际回信券采用蓝色油墨印刷，纸张上有水印，水印中以大写字母印有“UPU”（万国邮政联盟的缩写）。每张回信券的正面以法语印刷，背面则印有与使用相关的说明文字，语言包括德语、英语、阿拉伯语、中文、西班牙语和俄语。根据万国邮政联盟的规定，参与的成员国并不要求在所销售的国际回信券上加盖邮戳。因此，有些外国发行的回信券在兑换时可能仅印有发行国家的法语名称。

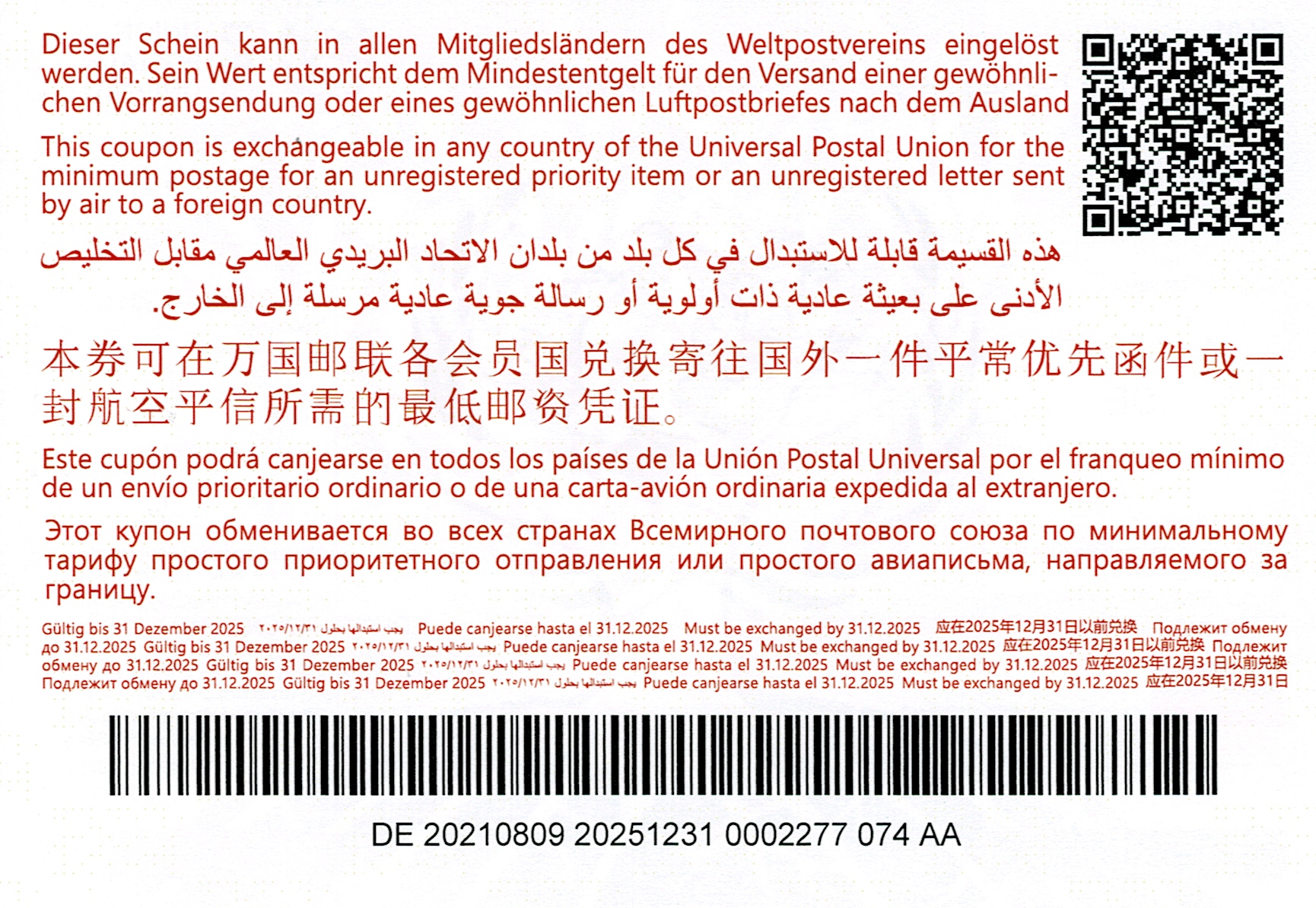
国际回信券的背面使用德、英、阿、中、西及俄六种语言印制使用说明。

## 历史
国际回信券（IRC）于1906年在罗马召开的万国邮政联盟大会上首次引入。由于当时还没有航空邮政服务，国际回信券可以兑换一张用于国际水陆路信函的邮票。如今，国际回信券可在万国邮政联盟成员国兑换用于优先或平常航空邮件的最低邮资，用于寄往外国。
各国的国际回信券售价不同。在美国，2012年11月时，IRC的售价为2.20美元；然而，由于需求下降，美国邮政署于2013年1月27日停止销售国际回信券。英国皇家邮政也于2011年12月31日停止销售国际回信券，理由是销量极少，平均每个邮局每年销售不到一张。在国外购买的国际回信券可以在美国使用，用于购买当前一盎司的国际优先邮件邮票和加印邮封（截至2024年10月，每张国际回信券兑换1.65美元）。
最初的国际回信券没有设置有效期。北京、内罗毕、多哈和伊斯坦布尔版本，以及千禧年后的所有版本，均设有效期。当前的国际回信券为阿比让版，有效期至2026年。自2009年以来，新版IRC每四年发行一次。

## 使用
国际回信券由各国邮政当局从位于瑞士伯尔尼的万国邮政联盟总部订购。通常在大邮局有售。在中国，国际回信券一般在大城市的指定邮局出售。
国际回信券的设置是为了解决国际通信中的邮资问题。当写信给外国人并希望对方回信时，寄信人通常会在信中附上一张国际回信券。这样，收信人可以在当地邮局使用回信券兑换邮资，无需自己支付国际邮资。虽然回信券本身不是邮票，但它可以在各成员国的邮局用于兑换邮资凭证或是现金。
国际回信券的常见用途包括：
- 向国外的无线电台发送收信报告，并期望获得QSL卡。
- 向外国学校申请留学资料和申请表单。
- 申请国外的毕业证书等文件。
- 写信给外国艺人或运动员，并希望获得签名或照片。

部分国家或地区在兑换国际回信券时需要收件人支付额外费用，如芬兰和澳门等。

## 券面设计
国际回信券的设计通常在每一发行周期之前通过设计竞赛选定。每期设计的主题、截止日期和奖励均由万国邮联公布，设计者通常会获得一万张国际回信券作为奖励。
内罗毕版回信券由万国邮政联盟印刷，有效期至2013年12月31日。这款回信券由卢森堡邮政的平面艺术家罗布·范·古尔（Rob Van Goor）设计，从万国邮联成员国提交的10个设计方案中脱颖而出。范·古尔以“邮票：交流的载体”为主题进行创作，画面展示了一只手托起地球以及邮票的虚线轮廓。
多哈版回信券得名于2012年在卡塔尔多哈举行的第25届万国邮政联盟大会，由捷克艺术家和平面设计师米哈尔·辛德拉尔（Michal Sindelar）设计。画面展示了双手接住水流，呼应了“生命之水”的主题。这款回信券的有效期至2017年12月31日。
伊斯坦布尔版回信券由越南平面艺术家阮杜（Nguyen Du）设计，画面中有一双手和一只鸽子，背景为北极，象征着邮政行业的可持续发展。这款设计在2016年10月7日于土耳其伊斯坦布尔举行的万国邮政联盟大会上，从十个参赛国家的作品中脱颖而出。该回信券的有效期至2021年12月31日。
阿比让版回信券由白俄罗斯平面艺术家瓦莱里娅·齐马哈韦茨（Valeryia Tsimakhavets）设计，画面主题为“树木与新叶及鸟类”，象征生态系统与气候保护。该设计在2021年8月9日至27日于象牙海岸阿比让举行的万国邮政联盟大会上亮相，其有效期至2026年12月31日。

## 票据价值
根据2013年《万国邮联函件业务细则》，国际回信券的计价货币为国际货币基金组织的特别提款权（SDR）。每份国际回信券的价值为0.74份特别提款权。
各国邮政可以自行决定国内的销售价格，但售价通常高于其兑换的实际邮资。某些国家如泰国，兑换国际回信券所得的邮资低于当地寄往国外的信件最低邮资。

## 龐氏騙局
1920年，查爾斯·龐茲（Charles Ponzi）曾利用国际回信券在不同国家的邮政费率差异，试图通过在一个国家廉价购买国际回信券并在另一个国家兑换邮票获利。该行为最终发展成为欺诈性的龐氏騙局。

## 各国价格比较
国际回邮券的價格因國家/地區而異。
| 邮政         | 售价   | 兑换价值 | 货币单位   |
| ------------ | ------ | -------- | ---------- |
| 中国邮政     | 12.00  | 7.40     | 人民币     |
| 香港郵政     | 19.0   | 5.5      | 港币       |
| 澳門郵政     | 12.0   | 6.0      | 澳门币     |
| 中華郵政     | —      | 13       | 新台币     |
| 日本郵政     | 180    | 160 130  | 日圆       |
| 韩国邮政     | 1450   | 850      | 韩圆       |
| 新加坡郵政   | 2.50   | 1.40     | 新加坡元   |
| 越南邮政     | 27,000 |          | 越南盾     |
| 泰国邮政     | 60     | 30       | 泰銖       |
| 德国邮政     | 2.00   | 1.10     | 欧元       |
| 法国邮政     | 2.10   | 2.10     | 欧元       |
| 挪威邮政     | 40     | 39       | 挪威克朗   |
| 芬兰邮政     | 3.75   | 2.75     | 欧元       |
| 美國郵政     | —      | 1.65     | 美元       |
| 澳大利亚邮政 | 4.55   | 4.55     | 澳大利亚元 |

根據中華民國邮政法第一章第4條第9款之名詞定義，國際回信郵票券是一種「有價證券」，但聯合國大會第2758號決議通過後，自1972年4月13日起，中華民國喪失萬國郵政聯盟會籍，並由中华人民共和国取代其原會籍。因此現在的中華郵政沒有發行國際回信郵票券，日本以外的國家與地區的郵政所销售的國際回信郵票券也無法向中華郵政的各郵局兌換中華民國郵票使用。

## 衍生品

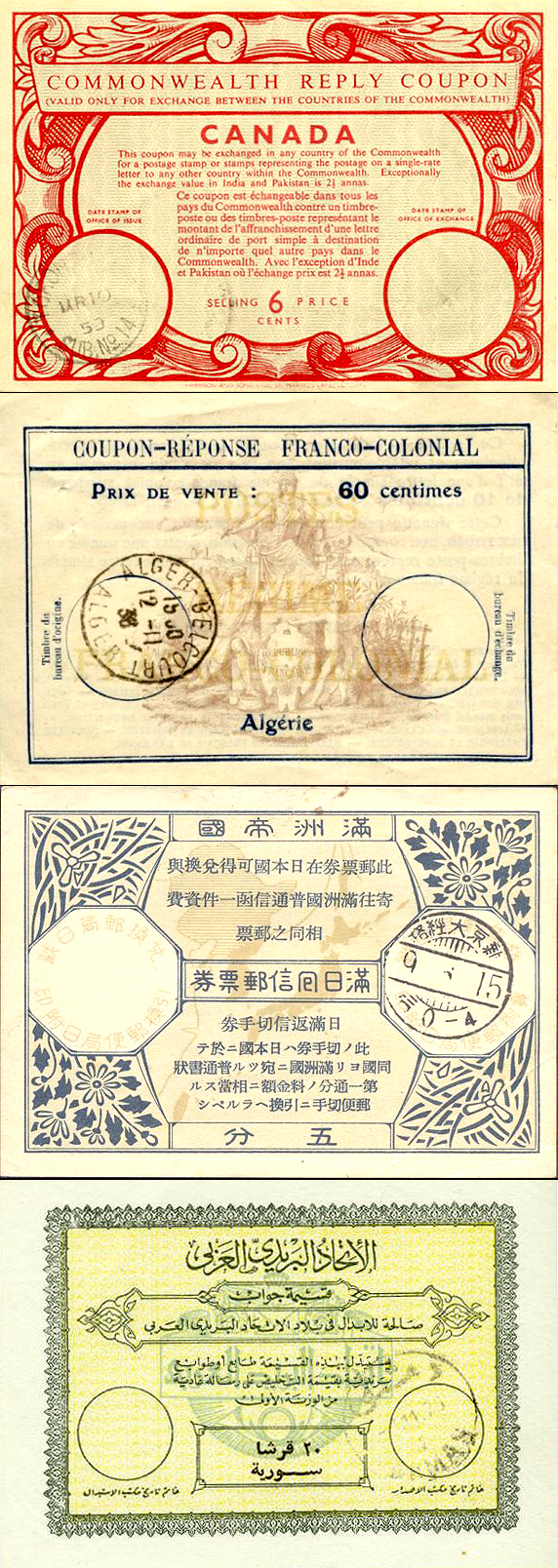
殖民地际回信券：加拿大、阿尔及利亚、满洲国和叙利亚（20世纪30年代 - 20世纪50年代）

国际回信券这一想法的结果卓有成效：许多殖民国家采用了万国邮联的成功经验，但由于各种原因而无法实施（主要是由于母国和殖民地间的货币差异）